# 龙屋港
10°46′06″N 106°42′24″E / 10.76824°N 106.7068°E

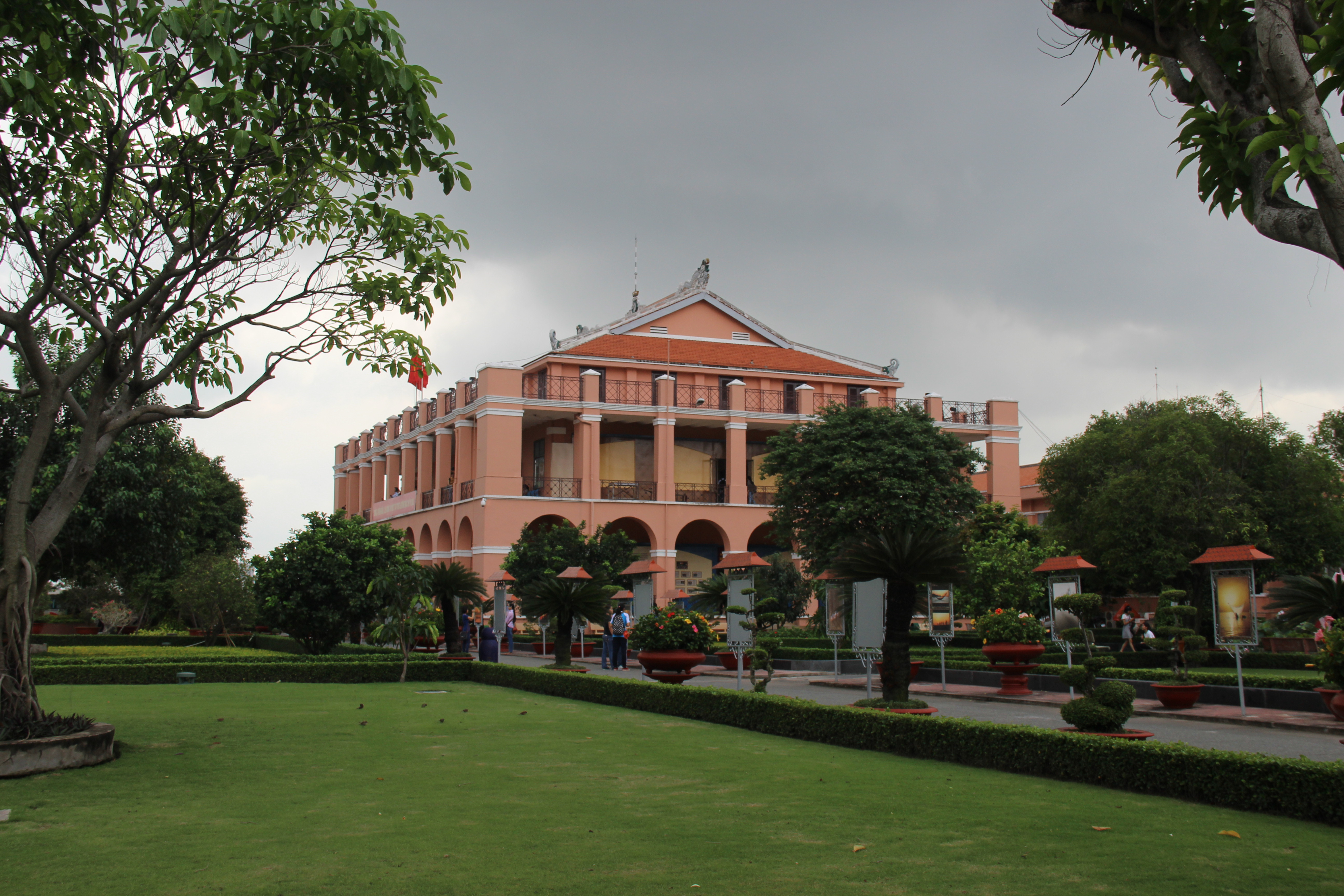

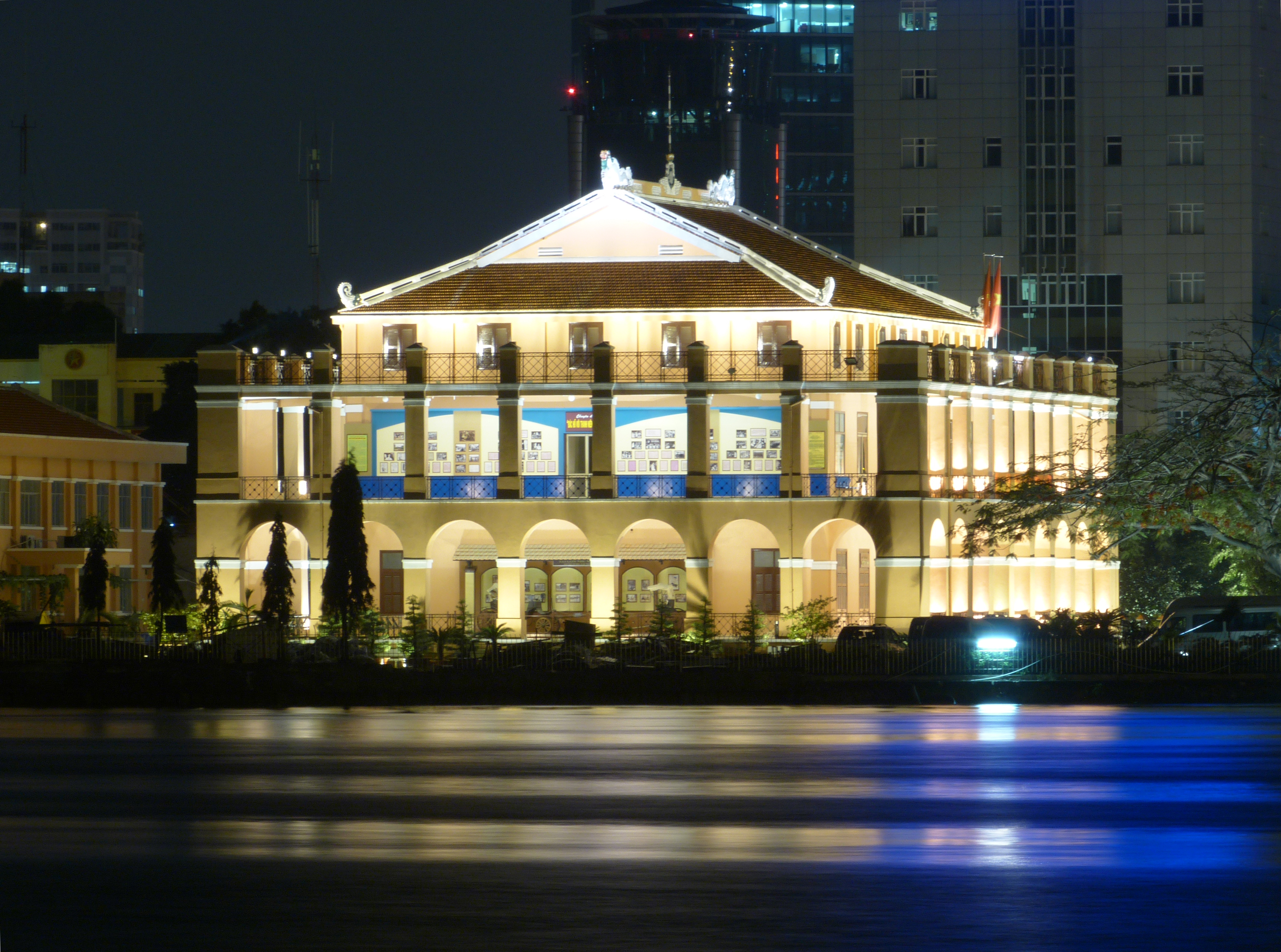

龙屋港（越南语：Bến Nhà Rồng），正式名称是胡志明博物馆-胡志明市分馆（越南语：Bảo tàng Hồ Chí Minh - Chi nhánh Thành phố Hồ Chí Minh）是越南胡志明市第四郡的西贡河畔的一组历史建筑。
从1864年到1955年，这个地方曾经是佛㘓西火輪船公司（Messageries Maritimes）的西贡总部。1911年6月5日，年轻的阮必诚（胡志明）到佛㘓西火輪船公司的商轮“拉都舍·特莱维勒都督”号（Amiral Latouche-Tréville）上当帮厨，前往欧洲，开启他的革命旅程。
1975年以后，越南社会主义共和国修复了龙屋港的历史建筑群，作为胡志明纪念地，并将6月5日定为“胡伯伯离开的那一天”加以纪念。
胡志明市人民委员会指示文化，体育和旅游部将龙屋港列入该市的地标建筑名单。